# Juin 1991

## Événements

### Samedi1erjuin 1991
- OTAN : des responsables américains et soviétiques annoncent le règlement des problèmes qui subsistaient concernant le Traité sur les forces conventionnelles en Europe.

### Dimanche2 juin 1991
- Burkina Faso : la nouvelle Constitution du pays est adoptée par référendum.
- Formule 1 : Grand Prix automobile du Canada.

### Lundi3 juin 1991
- Japon : alors qu'ils assistent à une éruption de l'Unzendake, un volcan du Japon situé dans la  péninsule de Shimabara, sur la côte ouest de l'île de Kyushu, les volcanologues Katia et Maurice Krafft trouvent la mort, comme trente-neuf autres personnes, surpris par une nuée ardente.

### Mercredi5 juin 1991
- Algérie : état de siège en Algérie: le Premier ministre Mouloud Hamrouche est remplacé par Sid Ahmed Ghozali, ministre des Affaires étrangères.
- Norvège : Mikhail Gorbatchev reçoit le prix Nobel de la paix à Oslo.

### Mercredi12 juin 1991
- Europe : ouverture des Assises de la confédération européenne à Prague qui se clôturèrent le 14. Cette initiative de François Mitterrand pour remodeler l'Europe en prise avec la chute de l'est communiste, n'a pas abouti.
- Russie : élection de Boris Eltsine comme Président de la république de Russie.
- Russie : les habitants de Leningrad se prononcent par référendum pour que leur ville reprenne son nom d'origine Saint-Pétersbourg.
- France : le gouvernement français propose un plan pour réduire le déficit de la Sécurité sociale.

### Vendredi14 juin 1991
- Suisse : la grève des femmes implique plus de 500 000 femmes à travers tout le pays.

### Samedi15 juin 1991
- Québec : fondation du Bloc québécois.
- Philippines : 700 morts dans l'éruption du volcan Pinatubo aux Philippines.

### Dimanche16 juin 1991
- Afrique du Sud : pour la première année, la Journée de l’enfant africain est célébrée en souvenir du Massacre de Soweto.
- Grand Prix automobile du Mexique.

### Mercredi19 juin 1991
Colombie : Pablo Escobar, le chef du cartel de Medellin se livre aux autorités colombiennes.

### Jeudi20 juin 1991
- Allemagne : Berlin est choisie comme capitale de l'Allemagne réunifiée.

### Samedi22 juin 1991
- Départ de la cinquante-neuvième édition des 24 Heures du Mans.

### Dimanche23 juin 1991
- Première victoire d’une marque japonaise aux 24 heures du Mans. Mazda s’impose avec l’équipage Weidler, Gachot et Herbert.

- Première apparition de Sonic la mascotte de Sega à la sortie du jeu Sonic the Hedgehog (1991).

### Mardi25 juin 1991
- Indépendance de la Croatie.
- Indépendance de la Slovénie : début de l'explosion de la Yougoslavie.

### Jeudi27 juin 1991
- Slovénie : intervention militaire fédérale yougoslave (serbe en fait) en Slovénie.
- France : 21 morts dans l'incendie des thermes de Barbotan-les-Thermes (Gers).

### Vendredi28 juin 1991
- Europe de l'Est : dissolution du CAEM (COMECON).

### Dimanche30 juin 1991
- Afrique du Sud : abolition du régime de l'apartheid.

## Naissances en juin 1991
- 4 juin (mardi) : Kathryn Prescott et Megan Prescott. Megan est née six minutes avant Kathryn.
- 7 juin : Emily Ratajkowski, mannequin et actrice américaine.
- 12 juin : Ray McCallum, Jr., basketteur américain.
- 14 juin : Diandra Tchatchouang, basketteuse française.
- 18 juin : Malela Mutuale, basketteur français.
- 20 juin : Kalidou Koulibaly, footballeur franco-sénégalais.
- 21 juin : Gaël Kakuta, footballeur international congolais et français.
- 24 juin :
  - Amina Benabderrahmane, lutteuse algérienne.
  - Rie Kitahara (北原里英), chanteuse japonaise.
  - Hiba Abu Nada, poétesse palestinienne née à la Mecque.
- 25 juin :
  - C.J. Leslie, basketteur américain.
  - Christa Theret, actrice française.
- 29 juin : Soren Fulton, acteur américain.

## Décès en juin 1991
- 3 juin : Katia et Maurice Krafft, volcanologues français (° 17 avril 1942 et °1946).
- 6 juin : Stan Getz, musicien de jazz américain (° 2 février 1927).
- 14 juin
  - Peggy Ashcroft, actrice britannique (° 22 décembre 1907).
  - Bernard Miles, acteur britannique (° 27 septembre 1907).
- 24 juin : Franz Hengsbach, cardinal allemand, évêque d'Essen (° 10 septembre 1910).